# ویتالی چورکین
ویتالی ایوانوویچ چورکین (روسی: Виталий Иванович Чуркин؛ زادهٔ ۲۱ فوریهٔ ۱۹۵۲ – درگذشته ۲۰ فوریه ۲۰۱۷) یک دیپلمات اهل روسیه بود، که از ۲۰۰۶ تا زمان مرگش در ۲۰ فوریه ۲۰۱۶ به‌عنوان نمایندهٔ دائم این کشور در سازمان ملل متحد فعالیت کرد.
پیش از آن، او از ۱۹۹۲ تا ۱۹۹۴ معاون وزارت امور خارجهٔ روسیه، از ۱۹۹۴ تا ۱۹۹۸ سفیر این کشور در بلژیک، از ۱۹۹۸ تا ۲۰۰۳ سفیر روسیه در کانادا، و از ۲۰۰۳ تا ۲۰۰۶ سفیر ویژه در وزارت امور خارجهٔ روسیه بود.
او در ۱۹۷۴ از مؤسسهٔ دولتی روابط بین‌الملل مسکو فارغ‌التحصیل شد، و در همان‌جا مشغول به‌کار شد. وی در سال ۱۹۸۱ از آکادمی دیپلماتیک اتحاد جماهیر شوروی سوسیالیستی دکترای تاریخ گرفت و، پس از آن، به‌عنوان مدیر ادارهٔ اطلاعات وزارت امور خارجهٔ این کشور مشغول به‌کار شد.
ویتالی چورکین به زبان‌های روسی، مغولی، فرانسه، و انگلیسی مسلط بود.
چورکین یک روز پیش از تولد ۶۵ سالگی خود در ۲۰ فوریه ۲۰۱۷ در نیویورک آمریکا بر اثر سکته قلبی درگذشت.